# Tangara brasiliensis
La tangara ventriblanca (Tangara brasiliensis) es una especie de ave paseriforme de la familia Thraupidae, perteneciente al  numeroso género Tangara. Es endémica del litoral oriental de Brasil. 

## Distribución y hábitat
Se distribuye en una faja costera del este de Brasil, desde el noreste de Bahía hasta el sur de Río de Janeiro.
Esta especie es considerada bastante poco común en sus hábitats naturales: los bordes de bosques húmedos de la Mata atlántica, crecimientos secundarios y clareras adyacentes, preferentemente a menos de 500 m de altitud.

## Sistemática

### Descripción original
La especie T. brasiliensis fue descrita por primera vez por el naturalista sueco Carlos Linneo en 1766 bajo el nombre científico Tanagra brasiliensis; su localidad tipo es: «Brasil, se asume Río de Janeiro».

### Etimología
El nombre genérico femenino Tangara deriva de la palabra en el idioma tupí «tangará», que significa «bailarín» y era utilizado originalmente para designar una variedad de aves de colorido brillante; y el nombre de la especie «brasiliensis» se refiere a la localidad tipo, Brasil.

### Taxonomía
La presente especie fue tratada por diversos autores como una subespecie de Tangara mexicana, sin embargo, las clasificaciones Aves del Mundo (HBW) y Birdlife International (BLI) así como el Comité Brasileño de Registros Ornitológicos (CBRO) la consideran como una especie separada con base en diferencias morfológicas. Se distingue porque la coloración azul es más clara, más plateada que turquesa; el vientre es blancuzco y el tamaño algo mayor. La separación fue seguida recientemente por otras clasificaciones, como el Congreso Ornitológico Internacional (IOC) y Clements checklist/eBird. Es monotípica.